# Stazione di Napoli (Bayard)
La stazione di Napoli della società Bayard (nota anche come Napoli al Carmine, per distinguerla dalle altre stazioni cittadine) era una stazione ferroviaria di Napoli, capolinea della ferrovia Napoli-Nocera, il cui tratto iniziale Napoli-Portici, attivato nel 1839, costituisce la più antica linea nella storia delle ferrovie in Italia.

## Storia

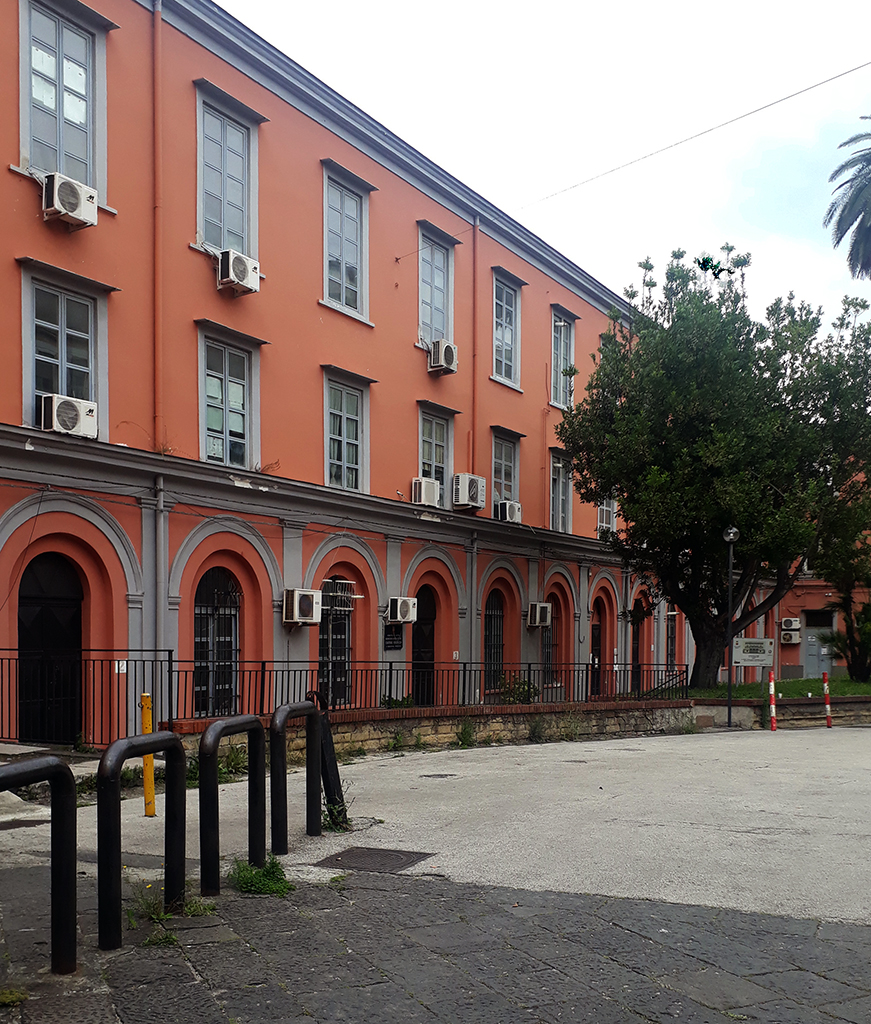
Stato attuale dell'ala restaurata

La stazione venne attivata nel 1839 all'apertura del tronco ferroviario Napoli-Portici, primo tratto della linea Napoli-Nocera completata nel 1844.
Dal 1843 la stazione fu affiancata sul lato nord dall'altra stazione napoletana (allora detta Stazione Regia e oggi stazione di Napoli Porta Nolana), capolinea della ferrovia per Caserta; le due stazioni erano collegate da un binario di raccordo.
Il 7 settembre 1860 vi giunse in treno Giuseppe Garibaldi per il suo ingresso a Napoli, come oggi commemora una lapide.
In seguito alla concentrazione delle due linee ferroviarie nella nuova stazione di Napoli Centrale (1866), la stazione perse la sua funzione di capolinea passeggeri; fu quindi declassata a impianto di servizio e il fabbricato passeggeri destinato a officina-deposito della SFSM, che l'aveva acquistata dall'ingegner Bayard con l'intera ferrovia.
Nel 1930 la struttura venne adibita a Teatro Italia, utilizzato dal dopolavoro delle Ferrovie dello Stato.
Gravemente danneggiata dai bombardamenti del 1943 e in particolare dall'esplosione, avvenuta il 28 marzo 1943 nel porto di Napoli, della motonave Caterina Costa, che causò il crollo di buona parte dell'edificio salvo un'ala adibita a sede del dopolavoro ferroviario, e dal terremoto dell'Irpinia del 1980, anno in cui la proprietà passò al comune. Da allora la struttura giace nel più completo abbandono e la stazione finì ridotta allo stato di rudere, in condizioni di forte degrado, con ampie parti della costruzione demolite; della primitiva stazione resta solo una finestra della facciata ed alcune strutture interne.
Negli anni 2010, nell'ala restaurata della stazione, avevano sede degli uffici municipali.
Sono stati proposti vari progetti di riqualificazione. Nel 2023, il comune di Napoli ha ceduto alle Ferrovie dello Stato la proprietà dell'edificio, con l'obiettivo di riqualificarlo. Ad aprile 2024 sono state avviate le conseguenti opere.